# Batman: Year One (film)
Cet article concerne le film d'animation. Pour le comic book, voir Batman : Année Un.
Pour plus de détails, voir Fiche technique et Distribution.
Batman: Year One ou Batman : Les Origines est un film d'animation américain réalisé par Sam Liu et Lauren Montgomery, sorti directement en vidéo en 2011, 12e film de la collection DC Universe Animated Original Movies.
Le film est une adaptation de l'arc narratif Batman : Année Un écrit par Frank Miller et dessiné par David Mazzucchelli, publié en 1987 par DC Comics.

## Synopsis
Après des années d'absence, Bruce Wayne revient à Gotham City, dix-huit ans après avoir vu mourir ses parents sous ses yeux, se préparant à mener sa propre guerre contre le crime. Au même moment, le lieutenant James Gordon débarque en ville avec sa femme enceinte, Barbara, et a pour mission de remettre de l'ordre dans une police corrompue. Les deux hommes tentent, à leur manière, d'éradiquer la corruption et la violence qui règne à Gotham. Lorsqu'un mystérieux justicier fait son apparition, Gordon est mis sur l'affaire Batman.

## Fiche technique
- Titre original : Batman: Year One
- Réalisation : Sam Liu et Lauren Montgomery
- Scénario : Tab Murphy, d'après les comics de Frank Miller et David Mazzucchelli, et les personnages de DC Comics
- Musique : Christopher Drake
- Direction artistique du doublage original : Andrea Romano
- Son : Robert Hargreaves, John Hegedes, Mark Keatts
- Montage : Margaret Hou
- Animation : Moi Animation Studios
- Production : Lauren Montgomery
  - Coproduction : Alan Burnett
  - Production déléguée : Benjamin Melniker, Sam Register, Bruce Timm et Michael E. Uslan
- Sociétés de production : Warner Bros. Animation et DC Entertainment
- Société de distribution : Warner Premiere
- Pays de production :  États-Unis
- Langue originale : anglais
- Genre : animation, super-héros
- Durée : 64 minutes
- Dates de sortie :
  - États-Unis : 18 octobre 2011
  - France : 4 juillet 2012
- Classification : PG-13 (interdit -13 ans) aux États-Unis

 Sauf indication contraire, les informations mentionnées dans cette section peuvent être confirmées par les bases de données cinématographiques IMDb et Allociné,  présentes dans la section « Liens externes ».

## Distribution

### Voix originales
- Benjamin McKenzie : Bruce Wayne / Batman
- Bryan Cranston : James Gordon
- Eliza Dushku : Selina Kyle / Catwoman
- Jon Polito : Commissaire Gillian Loeb
- Alex Rocco : Carmine Falcone
- Katee Sackhoff : Inspecteur Sarah Essen
- Jeff Bennett : Alfred Pennyworth
- Grey DeLisle : Barbara Gordon
- Robin Atkin Downes : Harvey Dent
- Keith Ferguson : Jefferson Skeevers
- Danny Jacobs : Avocat de l'inspecteur Flass
- Nick Jameson : Agent Stanley Merkel
- Liliana Mumy : Holly Robinson
- Pat Musick (en) : Marian Falcone
- Stephen Root : Lieutenant Brendon
- Fred Tatasciore : Inspecteur Arnold Flass, Johnny Vitti
- Michael Gough : Le Chauffeur

### Voix françaises
- Adrien Antoine : Bruce Wayne / Batman
- Jean-Claude Sachot : James Gordon
- Kelvine Dumour : Selina Kyle / Catwoman, Barbara Gordon
- Marc Alfos : Commissaire Gillian Loeb
- Vincent Ropion : Carmine Falcone, Jefferson Skeevers
- Anne Rondeleux : Inspecteur Sarah Essen, Holly Robinson, Marian Falcone
- Jacques Ciron : Alfred Pennyworth
- Jean-François Vlérick : Harvey Dent
- Marc Perez : Avocat de l'inspecteur Flass, Agent Stanley Merkel
- Jérôme Pauwels : Lieutenant Brendon, Johnny Vitti
- Jean-Jacques Nervest : Inspecteur Arnold Flass

Société de doublage VF : Dubbing Brothers, adaptation VF : Michel Berdah, direction artistique VF : Céline Krief
 Source : voix originales et françaises sur Latourdesheros.com.